# Gerlinci

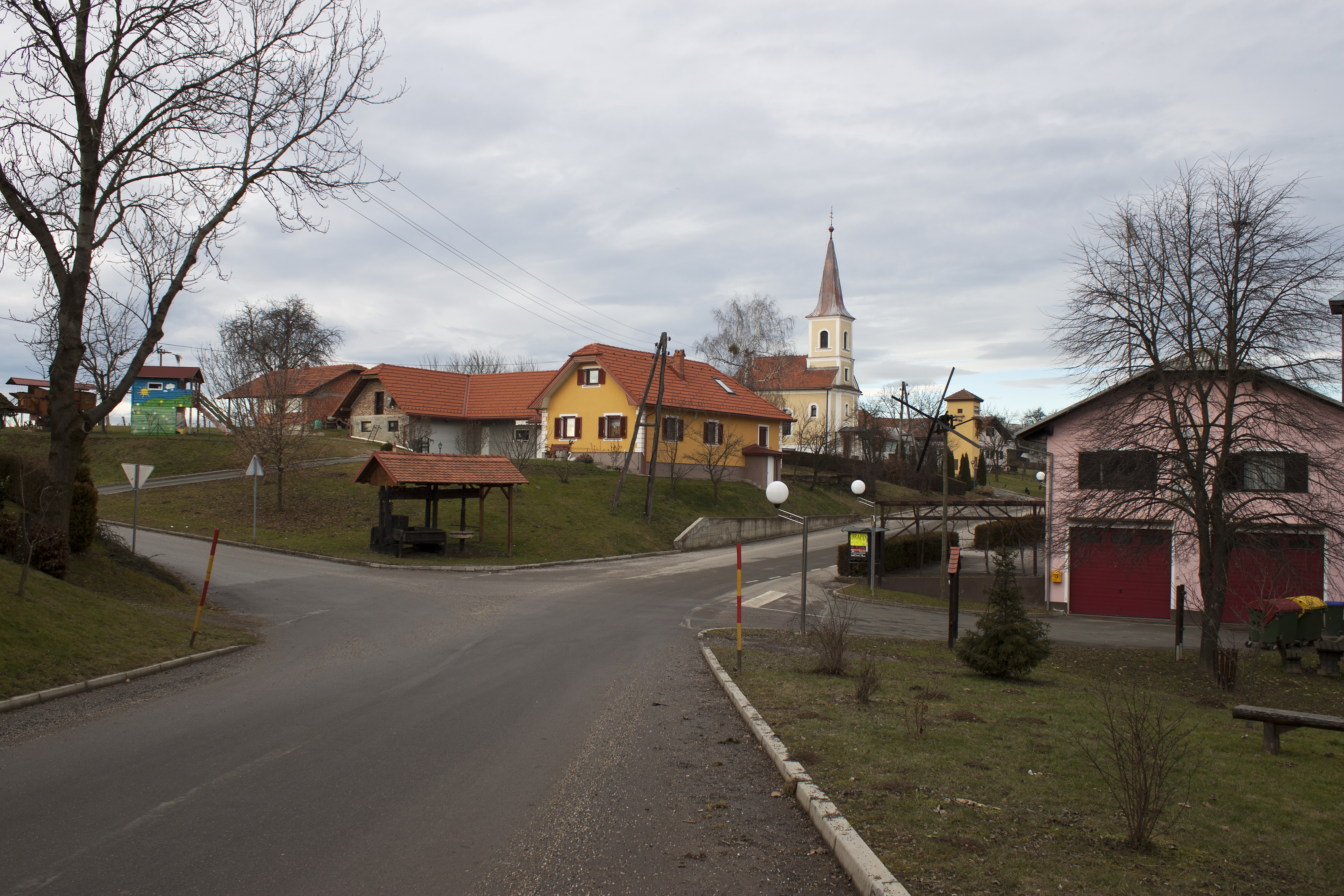
Der Ortsteil Gerlinci von Südost

Gerlinci (deutsch Jörgelsdorf, ungarisch Görhegy, auch Görlincz) ist ein Ortsteil der Gemeinde Cankova und liegt im hügeligen Goričko in der historischen Region Prekmurje in Slowenien.

## Geografie
Die Streusiedlung zählt 371 Einwohner (2002) und belegt mit einer Fläche von 5,7 km² den nördlichen Gemeindebereich. Die einzelnen Häusergruppen, Bauerngehöfte und Gemarkungsteile tragen die Flurnamen Gobcov Breg, Gugov Breg, Holcar, Lah, Mačka Gasa, Mühič, Partl, Pri Gori, Sombotel, Šömenove Grabe und Vestergomba.
Die 98 Häuser des Ortes liegen entlang der Panorama-Höhenstraße die von Cankova über Fikšinci nach Rogašovci führt und verteilen sich über die sanften Hügel und Niederungen zwischen dem Grenzflüsschen Kutschenitza/Kučnica und dem Črnec-Bach. Die Dorfgemarkung mit Höhen zwischen 240 und 357 m. i. J., wird ausschließlich land- und forstwirtschaftlich genutzt. An sonnigen Hängen gedeihen Obstplantagen und gepflegte Weingärten, wo auch die heimische Rebsorte, der „Gerlinčar“ angebaut wird.

## Geschichte
Der Ort wird im Jahre 1366 erstmals urkundlich erwähnt: villa seu possessio Jurgelfalua. Im gleichen Jahr werden auch die beiden Bäche Kutschenitza prope riuulum Olsinch und Črnec iuxta riuulum Chernech genannt. Damals gehörte die Siedlung und seine Umgebung zur Grundherrschaft Felsőlendva (Oberlimbach, heute Grad) die im Besitz der ungarischen Magnatenfamilie Széchy war. Im Jahre 1499 wurde das Dorf dann mit Jewrglyncz bezeichnet.
Bei der vom Bistum Raab/Győr veranlassten Kirchenvisitation, die von Stefan Kazó, dem Archidiakon von Eisenburg/Vasvár, im Bereich des Tótság/Goričko im Jahre 1698 durchgeführt wurde, trug die nach Sveti Jurij/St. Georgen (heute Gemeinde Rogašovci) eingepfarrte Siedlung den Namen Jurglincz und hatte 250 Einwohner, 206 evangelische und 44 katholische.
Im Jahre 1890 wurde das Dorf amtlich Görhegy bezeichnet und hatte 717 Einwohner, davon bekannten sich 560 als Slowenen, 150 als Deutsche und 7 gaben eine andere Ethnie an. 1899 erhielt die Ortschaft eine ungarische Staatsschule. Die Siedlung gehörte bis zum Zerfall der Österreichisch-Ungarischen Monarchie zum Stuhlbezirk Muraszombat (heute Murska Sobota) der Eisenburger Gespanschaft.
Der Vertrag von Trianon schlug das Dorf dem Königreich der Serben, Kroaten und Slowenen zu. Für den nun amtlich Grlinci genannten Ort wurden bei der Volkszählung am 31. Januar 1921 folgende Daten ermittelt: 674 Slowenen, 1 Ungar und 22 Deutsche, von diesen 697 Bewohnern bekannten sich alle zum katholischen Glauben.

## Persönlichkeiten
- Evald Flisar (* 1945), Schriftsteller, Dramatiker, Essayist und Redakteur